# Dichochrysa nicolaina
Dichochrysa nicolaina is een insect uit de familie van de gaasvliegen (Chrysopidae), die tot de orde netvleugeligen (Neuroptera) behoort. 
Dichochrysa nicolaina is voor het eerst wetenschappelijk beschreven door Navás in 1929.